# 池谷知明
池谷 知明（いけや ともあき、1960年 - ）は、日本の政治学者。専門は政治学、比較政治、とくにイタリア政治。早稲田大学社会科学総合学術院教授。政治学修士（早稲田大学）。

## 略歴
1978年、静岡県立静岡高等学校卒業。1994年~1996年、早稲田大学社会科学部助手。1996年、早稲田大学大学院政治学研究科博士後期課程退学、拓殖大学政経学部専任講師。1999年、同大学助教授、2006年、同教授を経て、2013年、早稲田大学社会科学部教授。2020年5月～2022年5月、日本選挙学会理事長。
イタリア学会、日本比較政治学会、日本政治学会、日本選挙学会に所属。

## 共著
- 『新・西欧比較政治』　池谷知明, 河崎健, 加藤秀治郎 編著 一藝社 2015.10[7]
- 『比較政治学のフロンティア』 岡澤憲芙 編著 ミネルヴァ書房 2015.1